# リボイ
リボイ（Liboi）はケニアの北東州にある町。すぐ東にソマリア国境があり、リボイから18キロメートルほどでソマリア最初の町ドーブレイがある。リボイから南西に80キロメートルほどでダダーブに着く。

## 概要
リボイはケニア東端の町の一つであり、首都ナイロビから続くケニアの国道A3の終着点でもある。リボイはソマリアのドーブレイから輸出される家畜の受け入れ口にもなっており、ここからケニアのガリッサ、ナイロビ、モンバサなどに送られている。
内戦中のソマリアからの亡命者が多い。リボイには難民登録を行うセンターがあり、ダダーブにある難民キャンプへの入り口となっているが、2006年末にソマリアのイスラーム武装勢力イスラム法廷会議がアメリカなどに攻撃されて劣勢になってからケニア政府はソマリア人の流入を警戒し、2007年、2009年にはソマリアに強制送還される場合が多いと報告されている。
2011年3月27日にはソマリアの武装勢力アル・シャバブと思われる勢力がリボイで銃撃戦を行っている。ただしケニアの警備隊によりソマリアに追い返されている。

## 設備
- リボイにはリボイ空港（LBK）がある。
- リボイからダダーブまでは難民用のバスがある[7]。